# Svizzera ai campionati del mondo di corsa in montagna
La nazionale svizzera di corsa in montagna è la squadra che rappresenta la Svizzera ai Campionati del mondo di corsa in montagna.
I membri della nazionale sono suddivisi in quattro categorie, maschile assoluti, maschile U20M, femminile assolute e femminile U20W. Per tutte queste quattro categorie è poi prevista una classifica individuale per nazioni che tiene conto del piazzamento dei migliori rappresentanti per ogni nazionale.
Dal 1985 al 1992, a livello di campionati mondiali, venne disputata una prova supplementare tra gli uomini assoluti, quella del percorso corto o "short".

## Campionati mondiali

### Maschili assoluti
| Anno                                     | Rango e nome dell`atleta                                                                                               | Classifica a squadre |
| Edizione 1 1985 San Vigilio di Marebbe   | 6. Beat Imhof 8. Hanspeter Näpflin 9. Fritz Häni 12. Daniel Schäfer                                                    | 2. Svizzera Argento  |
| Edizione 2 1986 Morbegno                 | 4. Beat Imhof 9. Ruedi Bucher 15. Hanspeter Näpflin 27. Colombo Tramonti                                               | 2. Svizzera Argento  |
| Edizione 3 1987 Lenzerheide              | 11. Beat Imhof 14. Martin May 15. Jörg Hägler 21. Hanspeter Näpflin                                                    | 4. Svizzera          |
| Edizione 4 1988 Keswick                  | 6. Georges Lischer 7. Marc Bovier 15. Edy Fässler 20. Ruedi Bucher                                                     | 3. Svizzera Bronzo   |
| Edizione 5 1989 Die e Chatillon-en-Diois | 5. Urs Hanhart 9. Marc Bovier 19. Georges Lischer                                                                      | 2. Svizzera Argento  |
| Edizione 6 1990 Telfes                   | 14. Thomas Hildebrand 16. Guido Bielmann 19. Peter Gschwend 20. Michel Sautebin                                        | 5. Svizzera          |
| Edizione 7 1991 Zermatt                  | 8. Christian Aebersold 10. Peter Gschwend 20. Urs Hanhart 25. Franz Näpflin                                            | 4. Svizzera          |
| Edizione 8 1992 Val di Susa              | 15. Marius Hasler 20. Beat Steffen 25. Martin Von Känel 28. Peter Gschwend                                             | 5. Svizzera          |
| Edizione 9 1993 Gap                      | 7. Renatus Birrer 8. Ueli Horisberger 23. Martin Sigrist 34. Hans Schuler 35. Jörg Hägler                              | 4. Svizzera          |
| Edizione 10 1994 Berchtesgaden           | 17. Woody Schoch 23. Martin Sigrist 29. Ueli Horisberger 31. Hans Schuler 34. Renatus Birrer 39. Martin Von Känel      | 7. Svizzera          |
| Anno                                     | Rango e nome dell`atleta                                                                                               | Classifica a squadre |
| Edizione 11 1995 Edimburgo               | 18. Martin Von Känel 32. Thomas Engeli 40. Jean Cuennet 42. Jean-Michel Aubry 69. Patrick Vienne                       | 7. Svizzera          |
| Edizione 12 1996 Telfes                  | 20. Patrick Hartmann 33. Martin Sigrist 35. Toni Walker 36. Thomas Engeli                                              | 6. Svizzera          |
| Edizione 13 1997 Malé Svatonovice        | 45. Ueli Horisberger 55. Roland Ringenberger 83. Jean-Daniel Masserey                                                  | -                    |
| Edizione 14 1998 Dimitile La Reunion     | 14. Alexis Gex-Fabry 18. Andrea Erni 25. Martin Von Känel                                                              | -                    |
| Edizione 15 1999 Mount Kinabalu Park     | 14. Alexis Gex-Fabry                                                                                                   | -                    |
| Edizione 16 2000 Bergen                  | 3. Alexis Gex-Fabry 35. Toni Jöhl 49. Karl Jöhl 52. Patrick Meile 62. Georges Volery 77. Stefan Holzer                 | 8. Svizzera          |
| Edizione 17 2001 Arta Terme              | 4. Alexis Gex-Fabry 35. Jerome Krayenbühl 45. Peter Deller 91. Daniel Weber 121. Kaspar Sollberger                     | 8. Svizzera          |
| Edizione 18 2002 Innsbruck               | 18. Alexis Gex-Fabry 31. Karl Jöhl 51. Georges Volery 62. Stefan Holzer 67. Tarcis Ancay                               | 8. Svizzera          |
| Edizione 19 2003 Girdwood (Alaska)       | 6. Alexis Gex-Fabry 10. Sebastien Epiney 23. Georges Volery 30. Jean-Yves Rey 31. Tarcis Ancay 47. Claude Nicolet      | 4. Svizzera          |
| Edizione 20 2004 Sauze d`Oulx            | 6. Sebastien Epiney 14. Alexis Gex-Fabry 22. Toni Jöhl 26. Tarcis Ancay 48. Stephane Joly 66. Georges Volery           | 3. Svizzera Bronzo   |
| Anno                                     | Rango e nome dell`atleta                                                                                               | Classifica a squadre |
| Edizione 21 2005 Wellington              | 9. Sebastien Epiney 24. Tarcis Ancay 35. Jörg Hafner 46. Stephane Joly 70. Jean-Daniel Masserey DNF Bruno Heuberger    | 5. Svizzera          |
| Edizione 22 2006 Bursa-Uludag            | 23. Tarcis Ancay 33. Andy Sutz 34. Stephan Wenk 46. Georges Volery DNF Sebastien Epiney                                | 6. Svizzera          |
| Edizione 23 2007 Ovronnaz                | 7. Alexis Gex-Fabry 8. Sebastien Epiney 22. David Schneider 24. Andy Sutz 47. Georges Volery 79. Andre Marti           | 3. Svizzera Bronzo   |
| Edizione 24 2008 Crans-Montana           | 10. David Schneider 14. Alexis Gex-Fabry 17. Sebastien Epiney 18. Tarcis Ancay 31. Stephan Wenk 53. Martin Anthamatten | 2. Svizzera Argento  |
| Edizione 25 2009 Campodolcino            | 21. David Schneider 62. Georges Volery 98. Stefan Haldimann                                                            | -                    |
| Edizione 26 2010 Kamnik                  | 13. David Schneider 50. Martin Anthamatten                                                                             | -                    |
| Edizione 27 2011 Tirana                  | - | -                    |
| Edizione 28 2012 Temu-Ponte di Legno     | 81. Martin Lustenberger 88. Augustin Salamin                                                                           | -                    |
| Edizione 29 2013 Krynica-Zdroj           | 45. Daniel Lustenberger                                                                                                | -                    |
| Edizione 30 2014 Cassette di Massa       | 46. Daniel Lustenberger 63. Christian Mathys 75. Stefan Lustenberger                                                   | -                    |
| Anno                                     | Rango e nome dell`atleta                                                                                               | Classifica a squadre |
| Edizione 31 2015 Betws-y-Coed            | 36. Pascal Egli 39. Christian Mathys 44. Daniel Lustenberger 71. Fabian Downs 77. Alexandre Jodidio                    | 9. Svizzera          |
| Edizione 32 2016 Sapareva-Banja          | 22. Daniel Lustenberger 35. Stefan Lustenberger 70. Alexandre Jodidio 72. Jeremy Hunt 99. Cedric Lehmann               | 9. Svizzera          |
| Edizione 33 2017 Premana                 | 25. Francois Leboeuf 27. Daniel Lustenberger 30. Stefan Lustenberger 43. Jonathan Schmid                               | 8. Svizzera          |

#### Medagliere individuale maschile
La tabella è preordinata secondo l`ordine alfabetico, ma è possibile ordinare i dati secondo qualunque colonna, come ad esempio il numero totale di medaglie d'oro o il numero totale di medaglie complessive. Per ordinare secondo numero di medaglie d'oro, numero di medaglie d'argento, numero di medaglie di bronzo (come fatto in via ufficiosa dal CIO e dalla maggior parte delle emittenti televisive) occorre ordinare prima la colonna dei bronzi, poi degli argenti, poi degli ori (cliccando due volte perché il primo click del mouse ordina in maniera crescente).
| Atleta           | Oro | Argento | Bronzo | Totale |
| ---------------- | --- | ------- | ------ | ------ |
| Alexis Gex-Fabry | 0   | 0       | 1      | 1      |

#### Medagliere a squadre maschile
| Squadra  | Oro | Argento | Bronzo | Totale |
| -------- | --- | ------- | ------ | ------ |
| Svizzera | 0   | 4       | 3      | 7      |

### Maschili assoluti percorso corto
Questa prova breve venne disputata tra il 1985 e il 1992.
| Anno                                     | Rango e nome dell`atleta                                                      | Classifica a squadre |
| Edizione 1 1985 San Vigilio di Marebbe   | 6. Fritz Aebi 7. Toni Held 8. Raw Owen 13. Andreas Dahinden                   | 3. Svizzera Bronzo   |
| Edizione 2 1986 Morbegno                 | 9. Daniel Oppliger 20. Martin May 21. Franz Näpflin 25. Michael Gisler        | 4. Svizzera          |
| Edizione 3 1987 Lenzerheide              | 5. Georges Lischer 6. Ruedi Bucher 13. Daniel Oppliger 19. Colombo Tramonti   | 2. Svizzera Argento  |
| Edizione 4 1988 Keswick                  | 2. Hanspeter Näpflin 11. Renatus Birrer 12. Franz Näpflin 18. Daniel Oppliger | 2. Svizzera Argento  |
| Edizione 5 1989 Die e Chatillon-en-Diois | 3. Martin May 10. Ruedi Bucher 14. Franz Näpflin                              | 2. Svizzera Argento  |
| Edizione 6 1990 Telfes                   | 10. Renatus Birrer 20. Marc Bovier 35. Franz Näpflin 36. Hanspeter Näpflin    | 5. Svizzera          |
| Edizione 7 1991 Zermatt                  | 2. Marius Hasler 3. Woody Schoch 5. Renatus Birrer 38. Guido Bielmann         | 1. Svizzera Oro      |
| Edizione 8 1992 Val di Susa              | 2. Renatus Birrer 13. Toni Walker 29. Ueli Horisberger 46. Michel Sautebin    | 5. Svizzera          |

#### Medagliere individuale percorso corto
| Atleta            | Oro | Argento | Bronzo | Totale |
| ----------------- | --- | ------- | ------ | ------ |
| Hanspeter Näpflin | 0   | 1       | 0      | 1      |
| Marius Hasler     | 0   | 1       | 0      | 1      |
| Renatus Birrer    | 0   | 1       | 0      | 1      |
| Martin May        | 0   | 0       | 1      | 1      |
| Woody Schoch      | 0   | 0       | 1      | 1      |

#### Medagliere a squadre percorso corto
| Atleta   | Oro | Argento | Bronzo | Totale |
| -------- | --- | ------- | ------ | ------ |
| Svizzera | 1   | 3       | 1      | 5      |

### Maschile Juniori/U20M
| Anno                                     | Rango e nome dell`atleta                                                       | Classifica a squadre |
| Edizione 1 1985 San Vigilio di Marebbe   | 4. Dominik Humbel 9. Didier Fatton 13. Michael Steiner 14. Oliver Martinez     | 3. Svizzera Bronzo   |
| Edizione 2 1986 Morbegno                 | 5. Michael Steiner 9. Martial Cuendet 19. Thomas Kempf 26. Guy Scheiwiler      | 4. Svizzera          |
| Edizione 3 1987 Lenzerheide              | 5. Martin Schmid 13. Martial Cuendet 15. Markus Schild 19. Silvio Hoffman      | 4. Svizzera          |
| Edizione 4 1988 Keswick                  | 1. Woody Schoch 5. Martin Schöpfer 6. Reto Sutter 8. Marzel Parpan             | 1. Svizzera Oro      |
| Edizione 5 1989 Die e Chatillon-en-Diois | 2. Martin Schöpfer 4. Giovanni Gallo 5. Urs Wenk 10. Reto Sutter               | 1. Svizzera Oro      |
| Edizione 6 1990 Telfes                   | 11. Jean-Michel Aubry 17. Urs Wenk 19. Elmar Hugo 31. Silvano Turati           | 4. Svizzera          |
| Edizione 7 1991 Zermatt                  | 4. Silvano Turati 8. Elmar Hugo 26. Roman Wenk DNF Jean-Daniel Masserey        | 3. Svizzera Bronzo   |
| Edizione 8 1992 Val di Susa              | 12. Roman Wenk 15. Stefan Meister 23. Christophe Mayoraz 34. Adrian Ruhstatter | 6. Svizzera          |
| Edizione 9 1993 Gap                      | 12. Patrick Hartmann 13. Pascal Wittwer                                        | -                    |
| Edizione 10 1994 Berchtesgaden           | 4. Patrick Hartmann 15. Adrian Rohr 17. Beat Blättler 20. Stefan Meister       | 3. Svizzera Bronzo   |
| Anno                                     | Rango e nome dell`atleta                                                       | Classifica a squadre |
| Edizione 11 1995 Edimburgo               | 15. Lukas Eberle                                                               | -                    |
| Edizione 12 1996 Telfes                  | 4. Lukas Eberle 15. Dominic Hasler 19. Christof Hefti 26. Patrick Lanz         | 3. Svizzera Bronzo   |
| Edizione 13 1997 Malé Svatonovice        | 4. Lukas Eberle 18. Roger Hartmann 19. Thomas Rickelmann                       | 3. Svizzera Bronzo   |
| Edizione 14 1998 Dimitile La Reunion     | -                                                                              | -                    |
| Edizione 15 1999 Mount Kinabalu Park     | -                                                                              | -                    |
| Edizione 16 2000 Bergen                  | 20. Dominic Sutter 37. Yannick Ecoeur 40. Jerome Maytain 43. Markus Pfister    | 10. Svizzera         |
| Edizione 17 2001 Arta Terme              | 18. Jonas Voutaz 39. Markus Pfister 42. Patrick Wyss                           | 11. Svizzera         |
| Edizione 18 2002 Innsbruck               | 27. Ramon Krebs                                                                | -                    |
| Edizione 19 2003 Girdwood (Alaska)       | 12. Pierre Fournier 46. Kilian Hählen                                          | -                    |
| Edizione 20 2004 Sauze d`Oulx            | 33. Kilian Hählen 48. Andreas Kern DNF Pierre Fournier                         | -                    |
| Anno                                     | Rango e nome dell`atleta                                                       | Classifica a squadre |
| Edizione 21 2005 Wellington              | -                                                                              | -                    |
| Edizione 22 2006 Bursa-Uludag            | 28. Alessandro Beck 45. David Guignard 52. Tobias Jost 54. Christian Hohl      | 12. Svizzera         |
| Edizione 23 2007 Ovronnaz                | 27. Alessandro Beck 29. Christian Hohl 38. Augustin Salamin 43. Pascal Egli    | 8. Svizzera          |
| Edizione 24 2008 Crans-Montana           | 19. Candide Pralong 33. Augustin Salamin                                       | -                    |
| Edizione 25 2009 Campodolcino            | 7. Candide Pralong 16. Augustin Salamin 44. David Salamin 51. Vasco Bolis      | 5. Svizzera          |
| Edizione 26 2010 Kamnik                  | 15. Daniel Lustenberger 21. Jean-Baptiste Salamin 66 Jeremy Hunt               | 10. Svizzera         |
| Edizione 27 2011 Tirana                  | -                                                                              | -                    |
| Edizione 28 2012 Temu-Ponte di Legno     | 33. Jean-Baptiste Salamin 37. Florian Suter 43. Stefan Lustenberger            | 12. Svizzera         |
| Edizione 29 2013 Krynica-Zdroj           | -                                                                              | -                    |
| Edizione 30 2014 Cassette di Massa       | -                                                                              | -                    |
| Anno                                     | Rango e nome dell`atleta                                                       | Classifica a squadre |
| Edizione 31 2015 Betws-y-Coed            | 30. Roberto Delorenzi                                                          | -                    |
| Edizione 32 2016 Sapareva-Banja          | 42. Simon Gremaud                                                              | -                    |
| Edizione 33 2017 Premana                 | -                                                                              | -                    |

#### Medagliere individuale U20M
| Atleta          | Oro | Argento | Bronzo | Totale |
| --------------- | --- | ------- | ------ | ------ |
| Woody Schoch    | 1   | 0       | 0      | 1      |
| Martin Schöpfer | 0   | 1       | 0      | 1      |

#### Medagliere a squadre U20M
| Squadra  | Oro | Argento | Bronzo | Totale |
| -------- | --- | ------- | ------ | ------ |
| Svizzera | 2   | 0       | 5      | 7      |

### Femminile assolute
| Anno                                     | Rango e nome dell`atleta                                                                             | Classifica a squadre |
| Edizione 1 1985 San Vigilio di Marebbe   | 6. Eroica Staudenmann 10. Gaby Schütz 11. Margrit Wyss 14. Katrin Müller                             | 3. Svizzera Bronzo   |
| Edizione 2 1986 Morbegno                 | 3. Gaby Schütz 4. Helene Eschler 7. Karin Möbes 20. Daniela Salvi                                    | 1. Svizzera Oro      |
| Edizione 3 1987 Lenzerheide              | 4. Daniela Salvi 5. Karin Möbes 8. Eva Suler 12. Mariane Guhuenin                                    | 2. Svizzera Argento  |
| Edizione 4 1988 Keswick                  | 2. Gaby Schütz 8. Christine Tischhauser 9. Irmgard Steiner 14. Helene Eschler                        | 1. Svizzera Oro      |
| Edizione 5 1989 Die e Chatillon-en-Diois | 13. Eroica Staudenmann 14. Helene Eschler 15. Gaby Schütz 18. Irmgard Steiner                        | 4. Svizzera          |
| Edizione 6 1990 Telfes                   | 3. Eroica Staudenmann-Spiess 9. Maricot Ducret 10. Gaby Schütz 14. Helene Eschler                    | 1. Svizzera Oro      |
| Edizione 7 1991 Zermatt                  | 4. Eroica Staudenmann-Speiss 5. Monika Graf 6. Maricot Ducret 9. Gaby Schütz                         | 2. Svizzera Argento  |
| Edizione 8 1992 Val di Susa              | 7. Maricot Ducret 8. Annemarie Zingg                                                                 | -                    |
| Edizione 9 1993 Gap                      | 16. Cristina Moretti                                                                                 | -                    |
| Edizione 10 1994 Berchtesgaden           | 7. Carolina Reiber 9. Isabella Moretti 23. Cristina Moretti 50. Therese Schreiber                    | 4. Svizzera          |
| Anno                                     | Rango e nome dell`atleta                                                                             | Classifica a squadre |
| Edizione 11 1995 Edimburgo               | 7. Isabella Moretti                                                                                  | -                    |
| Edizione 12 1996 Telfes                  | - | -                    |
| Edizione 13 1997 Malé Svatonovice        | - | -                    |
| Edizione 14 1998 Dimitile La Reunion     | 22. Eroica Staudenmann-Spiess                                                                        | -                    |
| Edizione 15 1999 Mount Kinabalu Park     | - | -                    |
| Edizione 16 2000 Bergen                  | 24. Ruth Gavin-Schneider 40. Colette Borcard 44. Isabelle Florey                                     | 11. Svizzera         |
| Edizione 17 2001 Arta Terme              | 25. Colette Borcard 43. Fabiola Rueda-Oppliger                                                       | -                    |
| Edizione 18 2002 Innsbruck               | 10. Daniela Gassmann 28. Eroica Staudenmann-Spiess 33. Fabiola Rueda-Oppliger 75. Monika Graf-Grüter | 6. Svizzera          |
| Edizione 19 2003 Girdwood (Alaska)       | 19. Daniela Lehmann                                                                                  | -                    |
| Edizione 20 2004 Sauze d`Oulx            | 13. Daniela Gassmann 16. Renata Bucher 26. Angeline Joly 29. Daniela Lehmann                         | 4. Svizzera          |
| Anno                                     | Rango e nome dell`atleta                                                                             | Classifica a squadre |
| Edizione 21 2005 Wellington              | 17. Nathalie Etzensperger 23. Daniela Lehmann DNF Renate Bucher                                      | -                    |
| Edizione 22 2006 Bursa-Uludag            | 32. Fabiola Rueda-Oppliger 49. Claudia Riem 54. Lea Vetsch                                           | 8. Svizzera          |
| Edizione 23 2007 Ovronnaz                | 7. Bernadette Meier 33. Fabiola Rueda-Oppliger 36. Sandra Annen-L.                                   | 7. Svizzera          |
| Edizione 24 2008 Crans-Montana           | 5. Martina Strähl 8. Bernadette Meier 12. Angeline Joly-Flückiger 17. Daniela Gassmann               | 2. Svizzera Argento  |
| Edizione 25 2009 Campodolcino            | 26. Maya Chollet                                                                                     | -                    |
| Edizione 26 2010 Kamnik                  | 3. Martina Strähl 8. Claudia Helfenberger 10. Bernadette Meier                                       | 2. Svizzera Argento  |
| Edizione 27 2011 Tirana                  | - | -                    |
| Edizione 28 2012 Temu-Ponte di Legno     | 16. Monika Fürholz 20. Martina Strähl 22. Bernadette Meier 49. Bettina Steiger                       | 3. Svizzera Bronzo   |
| Edizione 29 2013 Krynica-Zdroj           | 5. Maude Mathys                                                                                      | -                    |
| Edizione 30 2014 Cassette di Massa       | 4. Maude Mathys 29. Lucia Mayer 43. Martina Strähl 55. Bernadette Meier                              | 6. Svizzera          |
| Anno                                     | Rango e nome dell`atleta                                                                             | Classifica a squadre |
| Edizione 31 2015 Betws-y-Coed            | - | -                    |
| Edizione 32 2016 Sapareva-Banja          | - | -                    |
| Edizione 33 2017 Premana                 | 4. Maude Mathys                                                                                      | -                    |

#### Medagliere individuale femminile
| Atleta                    | Oro | Argento | Bronzo | Totale |
| ------------------------- | --- | ------- | ------ | ------ |
| Gaby Schütz               | 0   | 1       | 1      | 2      |
| Eroica Staudenmann-Spiess | 0   | 0       | 1      | 1      |
| Martina Strähl            | 0   | 0       | 1      | 1      |

#### Medagliere a squadre femminile
| Squadra  | Oro | Argento | Bronzo | Totale |
| -------- | --- | ------- | ------ | ------ |
| Svizzera | 3   | 4       | 2      | 9      |

### Femminile Juniores/U20W
Il primo mondiale U20 femminile venne disputato nel 1992 in Val di Susa. Cinque anni dopo la prova U20 femminile venne riproposta di nuovo e da allora si svolge annualmente. 
| Anno                                 | Rango e nome dell`atleta                                   | Classifica a squadre |
| Edizione 6 1992 Val di Susa          | -                                                          | -                    |
| Edizione 13 1997 Male Svatonovice    | -                                                          | -                    |
| Edizione 14 1998 Dimitile La Reunion | -                                                          | -                    |
| Edizione 15 1999 Mount Kinabalu Park | -                                                          | -                    |
| Edizione 16 2000 Bergen              | 3. Lea Vetsch                                              | -                    |
| Edizione 17 2001 Arta Terme          | 1. Lea Vetsch                                              |                      |
| Edizione 18 2002 Innsbruck           | 2. Lea Vetsch                                              | -                    |
| Edizione 19 2003 Girdwood (Alaska)   | 29. Sophie Andrey                                          | -                    |
| Edizione 20 2004 Sauze d`Oulx        | -                                                          | -                    |
| Edizione 21 2005 Wellington          | -                                                          | -                    |
| Anno                                 | Rango e nome dell`atleta                                   | Classifica a squadre |
| Edizione 22 2006 Bursa-Uludag        | -                                                          | -                    |
| Edizione 23 2007 Ovronnaz            | 37. Delphine Mabillard 43. Marie Luisier 47. Tamara Berger | 16. Svizzera         |
| Edizione 24 2008 Crans-Montana       | 4. Victoria Kreuzer 18. Lucy Pichard 42. Marie Luisier     | 3. Svizzera Bronzo   |
| Edizione 25 2009 Campodolcino        | 25. Geraldine Bach                                         | -                    |
| Edizione 26 2010 Kamnik              | -                                                          | -                    |
| Edizione 27 2011 Tirana              | -                                                          | -                    |
| Edizione 28 2012 Temu-Ponte di Legno | 5. Alexandra Wallimann                                     | -                    |
| Edizione 29 2013 Krynica-Zdroj       | 26. Alexandra Wallimann                                    | -                    |
| Edizione 30 2014 Cassette di Massa   | -                                                          | -                    |
| Edizione 31 2015 Betws-y-Coed        | -                                                          | -                    |
| Anno                                 | Rango e nome dell`atleta                                   | Classifica a squadre |
| Edizione 32 2016 Sapareva-Banja      | -                                                          | -                    |
| Edizione 33 2017 Premana             | -                                                          | -                    |

#### Medagliere individuale U20W
| Atleta     | Oro | Argento | Bronzo | Totale |
| ---------- | --- | ------- | ------ | ------ |
| Lea Vetsch | 1   | 1       | 1      | 3      |

#### Medagliere a squadre U20W
| Squadra  | Oro | Argento | Bronzo | Totale |
| -------- | --- | ------- | ------ | ------ |
| Svizzera | 0   | 0       | 1      | 1      |